# Сальгареда
Сальгареда, Сальґареда (італ. Salgareda, вен. Salgareda) — муніципалітет в Італії, у регіоні Венето, провінція Тревізо.
Сальгареда розташована на відстані близько 430 км на північ від Рима, 32 км на північ від Венеції, 19 км на схід від Тревізо.
Населення — 6694 особи (2014).
Щорічний фестиваль відбувається 29 вересня. Покровитель — святий Архангел Михаїл.

## Демографія
Населення за роками:

Станом на 1 січня 2023 року в муніципалітеті офіційно проживало 865 іноземців з 44 країн, серед них 283 громадяни країн Євросоюзу та 26 громадян України.

## Сусідні муніципалітети
- Чессальто
- К'ярано
- Новента-ді-П'яве
- Сан-Б'яджо-ді-Каллальта
- Сан-Дона-ді-П'яве
- Понте-ді-П'яве
- Ценсон-ді-П'яве